# Кокран, Мэрилин
Мэ́рилин Ко́кран, в замужестве Бра́ун (англ. Marilyn E. Cochran-Brown; род. 5 февраля 1950, Берлингтон) — американская горнолыжница, специалистка по слалому и гигантскому слалому. Выступала за сборную США по горнолыжному спорту в 1968—1974 годах, победительница трёх этапов Кубка мира, обладательница малого Хрустального глобуса, бронзовая призёрка чемпионата мира, трёхкратная чемпионка американского национального первенства, участница зимних Олимпийских игр в Саппоро.

## Биография
Мэрилин Кокран родилась 5 февраля 1950 года в городе Берлингтон штата Вермонт, США. Росла в большой спортивной семье, с 1961 года владевшей горнолыжным курортом в Ричмонде. Проходила подготовку под руководством своего отца Микки Кокрана, тренировалась вместе с младшими сёстрами Барбарой, Линди и братом Бобом, которые впоследствии тоже стали достаточно известными горнолыжниками.
В 1967 году вошла в основной состав американской национальной сборной и в возрасте восемнадцати лет дебютировала в Кубке мира. В сезоне 1969 года шесть раз поднималась на пьедестал почёта различных этапов, в итоговом зачёте гигантского слалома заняла первое место и завоевала тем самым малый Хрустальный глобус (долгое время оставалась единственной американской горнолыжницей, сумевший выиграть Кубок мира в одной из дисциплин).
Благодаря череде удачных выступлений удостоилась права защищать честь страны на чемпионате мира 1970 года в Валь-Гардене. Заняла здесь шестое место в слаломе и гигантском слаломе, показала девятый результат в скоростном спуске, тогда как в комбинации оказалась на третьей позиции и получила награду бронзового достоинства, пропустив вперёд только француженок Мишель Жако и Флоранс Стёрер.
Находясь в числе лидеров горнолыжной команды США, благополучно прошла отбор на зимние Олимпийские игры 1972 года в Саппоро. Тем не менее, попасть здесь в число призёров не смогла: в слаломе была дисквалифицирована в первой же попытке, в гигантском слаломе закрыла двадцатку сильнейших, в скоростном спуске заняла 28 место.
Последний раз показала сколько-нибудь значимые результаты на международной арене в 1974 году, когда выступила на мировом первенстве в Санкт-Морице, где финишировала восьмой в программе гигантского слалома. Вскоре по окончании этих соревнований приняла решение завершить спортивную карьеру. Кокран в общей сложности 53 раза попадала в десятку лучших на разных этапах Кубка мира, в том числе 14 раз поднималась на подиум и трижды была победительницей. Является, помимо всего прочего, трёхкратной чемпионкой США по горнолыжному спорту. За выдающиеся спортивные достижения в 1978 году была введена в Национальный зал славы лыжного спорта.
Имеет высшее образование, в 1979 году окончила Вермонтский университет. В университете познакомилась со своим будущим мужем Крисом Брауном, так же занимавшимся горнолыжным спортом. Их сыновья Роджер Браун и Дуглас Браун пошли по стопам родителей и достаточно успешно выступали в горнолыжном спорте на университетском уровне.